# Borja Catanesi
Borja Catanesi Muñoz (Valencia, 1995) es un músico guitarrista callejero español. En 2018 fue ganador de la primera edición de los Universal Street Games, siendo noticia en múltiples medios de comunicación. También fue ganador del certamen Feeling the Street en 2015 y de la Roma International Buskers Festival en 2020, siendo reconocido como mejor músico callejero.

## Trayectoria musical
Empezó tomando clases de solfeo y piano cuando era un niño, decantándose finalmente por la guitarra cuando tenía 15 años. Dos años después empezó su carrera como busker (o músico callejero), empezando a tocar su guitarra Fender con el amplificador por su ciudad natal, Valencia, y después por toda Europa.
En 2015, con 20 años, ganó el Feeling the Street Competition, organizado por Toyota, y por el cual recibió un premio de viajar a Nueva Zelanda.
En 2018 fue el ganador de la primera edición de los Universal Street Games, celebrados en Minneapolis, Minnesota, los Estados Unidos, en el cual se batió con los finalistas de su categoría Arthur Endo, guitarrista brasileño, y la cantante inglesa Enne Esnard. A principios de ese mismo año lanzó un crowfunding con el fin de financiar su nuevo disco: Road Echoes, objetivo que consiguió el 25 de marzo, presentándose el 27 de octubre en el local de Valencia La Fábrica de Hielo.
En 2020 fue ganador del Roma International Buskers Festival, celebrado del 18 al 20 de septiembre, recibiendo el galardón por «su trayectoria como uno de los artistas más reconocidos en el mundo del arte de calle, a causa de su talento y a su presencia en los festivales y plazas más importantes y emblemáticos del mundo». En octubre de ese mismo año se viralizó uno de sus videos, cuando mientras tocaba la guitarra en La Haya, Holanda, uno de los peatones se puso a bailar con su bastón.
En 2021 Borja fue el protagonista de un capítulo del programa de Radio Nacional de España Las aceras del arte invisible, titulado "Borja Catanesi: de las aceras al mundo".

### Sanciones municipales
Ha sido noticia en los medios los diversos conflictos entre Borja y la policía en Valencia, tras los cuales el músico ha manifestado su indignación, siendo apoyado por multitud de usuarios en las redes sociales.
El julio de 2017 fue multado en Valencia por tocar la guitarra en la calle.
En noviembre de 2018 la policía le requisó los instrumentos después de una denuncia vecinal en Valencia, a la esquina de la calle Roger de Lauria con la plaza del Ayuntamiento.
En 2019 nuevamente fue multado por contaminación acústica por la policía local de Valencia mientras tocaba delante de la Plaza de toros.